# Júda ibn Balaam
Júda ben Sámuel ibn Balaam (héberül: יהודה בן שמואל אבן בלעם), gyakran csak Júda ibn Balaam (Toledo, 1000 körül – Sevilla, 1070 körül) középkori hispániai zsidó nyelvész és hittudós.
Toledoból származott, és Sevillában működött. Kritikát fogalmazott meg Mózes ibn Dzsikatilla bibliakommentárjaival kapcsolatban, elsősorban annak a csodákat kétségbe vonó racionális értelmezését bírálva. Tórakommentárját tömörség, és – a zsidó írók között ritka módon – a halácha bevonása jellemzi. Törekszik a pesatra, azaz a természetes szövegmagyarázatra. Több műve közül legjelentősebb a bibliai csodákat és próféciákat ortodox módon fejtegető Izajás-kommentárja, valamint a hangjelekről írt Hóráját Ha-Koré című nyelvészeti műve. Egyéb nyelvtudományi könyvei is léteznek.